# Lu Pei
Lu Pei (* 1956) ist ein chinesisch-amerikanischer Komponist und Musikpädagoge.
Lu Pei sammelte während seiner Studienzeit Musik ethnischer Minderheiten in der Provinz Guangxi, deren Einfluss in seinen frühen Kompositionen spürbar ist. Bekannt wurde er in China durch seine Zusammenarbeit mit Yang Liqing an dem Tanzdrama Monument without Words (无字碑). Ab 1991 setzte er seine musikalische Ausbildung in den USA fort. Er erwarb 1995 den Mastergrad an der University of Louisville und 2002 den Doktorgrad an der University of Michigan. Von 2003 bis 2006 unterrichtete er an der University of Louisville, 2006 erhielt er eine Professur an der Pädagogischen Universität Nanjing. Außerdem unterrichtet er seit 2006 an der Musikhochschule Shanghai.
Sein umfangreiches kompositorisches Werk umfasst fast alle musikalischen Gattungen; so komponierte er sechs Sinfonien, drei Orchesterouvertüren, fünf Suiten, zwei Ballette, eine Oper und drei Instrumentalkonzerte sowie Kammer- und Vokalmusik und Filmmusiken. Seine Kompositionen wurden von verschiedenen namhaften Orchestern und Musikensembles in China, den USA, Südafrika, Japan und vielen europäischen Ländern aufgeführt und bei Festivals und Wettbewerben in China und den USA ausgezeichnet.